# Свободни асоциации
Свободните асоциации са техника, измислена от Зигмунд Фройд и използвана в психологията.
При свободните асоциации пациентът се моли продължително да разказва всичко, което му дойде наум, независимо колко е маловажно или потенциално неудобно. Тази техника предполага, че всички спомени са подредени в една-единствена асоциативна мрежа и че рано или късно субектът ще попадне на критичния спомен.
Фройд развил техниката като алтернатива на хипнозата, защото тя не била непогрешима и защото открил, че пациентите могат да възстановят и схванат критически спомените, докато са в съзнание. Обаче Фройд намерил, че въпреки усилията на субекта да запомни съществува сигурна защита, която го пази от най-болезнените и важни спомени. Фройд накрая достигнал до извода, че тези неща били напълно потиснати и извън границите на съзнателната сфера на ума.
Практиката на Фройд в психоанализата се фокусирала не толкова върху връщането на тези спомени, колкото върху вътрешните душевни конфликти, които ги пазят заровени дълбоко в ума. Техниката на свободните асоциации и днес все още играе роля в изследването на съзнанието.